# Милысай (Актюбинская область)
Милысай (каз. Милысай) — село в Айтекебийском районе Актюбинской области Казахстана. Входит в состав Аралтогайского сельского округа. Код КАТО — 153437400.

## Население
В 1999 году население села составляло 399 человек (194 мужчины и 205 женщин). По данным переписи 2009 года, в селе проживали 322 человека (164 мужчины и 158 женщин).